# Que Pena Que Acabou
"Que Pena Que Acabou" é uma canção do cantor sertanejo Gusttavo Lima lançado oficialmente no dia 8 de abril de 2016 em todas as rádios do Brasil. A canção extraída do álbum 50/50, mesmo com pouco tempo de publicação, se tornou um sucesso, e alcançou o topo das paradas da Billboard Brasil, permanecendo em 1º lugar por 5 semanas não-consecutivas.

## Antecedentes
Assim como o cantor disse, o público foi o responsável pela escolha de sua nova música de trabalho. Nos dois dias, o público saiu do local cantando o refrão repetidamente, fixando a letra na memória de todos. A frase se tornou um jargão forte e tomou conta das redes sociais. Ao ver a situação, Gusttavo não teve dúvidas: 
| “ | "Durante as filmagens, ficou evidente qual deveria ser minha próxima música. O público pediu e eu simplesmente acatei" | ” |

## Composição
A composição é de Jujuba, Hiago Nobre, Bruninho Moral e Xuxinha. A canção retrata o fim de um relacionamento e a dificuldade de se livrar do antigo amor que ainda se faz presente no cheiro do cobertor do sujeito e nas memórias.

## Lista de faixas
| Download digital no iTunes |                       |         |  |
| N.º                        | Título                | Duração |  |
| 1.                         | "Que Pena Que Acabou" | 3:15    |  |

## Desempenho nas tabelas musicais
| Tabela musical (2016)                                        | Melhor posição |
| ------------------------------------------------------------ | -------------- |
| Brasil - Billboard Brasil Hot 100 Airplay                    | 1              |
| Brasil - Billboard Brasil Regional Centro Paulista Hot Songs | 1              |
| Brasil - Billboard Brasil Regional Campinas Hot Songs        | 2              |
| Brasil - Billboard Brasil Regional Ribeirão Preto Hot Songs  | 4              |
| Brasil - Billboard Brasil Regional Belo Horizonte Hot Songs  | 3              |
| Brasil - Billboard Brasil Regional Goiânia Hot Songs         | 1              |
| Brasil - Billboard Brasil Regional Brasília Hot Songs        | 1              |
| Brasil - Billboard Brasil Regional Curitiba Hot Songs        | 1              |

### Tabelas de fim-de-ano
| Tabela musical (2016)                     | Melhor posição |
| ----------------------------------------- | -------------- |
| Brasil - Billboard Brasil Hot 100 Airplay | 10             |